# Хреацка (Сучава)
Хреацка (рум. Hreațca) насеље је у Румунији у округу Сучава у општини Вултурешти. Oпштина се налази на надморској висини од 318 m.

## Становништво
Према подацима из 2002. године у насељу је живело 449 становника, од којих су сви румунске националности.